# Зама (озеро)
Озеро Зама — велике озеро в окрузі Маккензі, на північному заході Альберти (Канада).
Майор Ернест Вілсон Хаббелл, головний інспектор Земельного управління Домініону,  записав назву «Річка Замма» у своїх польових нотатках як транслітерацію імені вождя рабів (індіанці-раби зараз відомі як Перша нація Дене Та'). Географічна рада Канади зафіксувала назву «Річка Зама» 4 липня 1922 року будь-яких без пояснення причини зміни написання. Дене Та' не використовують назву «Озеро Зама», а використовують назви мовою Славей для позначення озера; деякі використовують K'ah Woti Túé («Головне сліпе озеро», що стосується мисливської укриття), а інші використовують Tulonh Mieh («Де закінчується вода»). 
Озеро розташоване приблизно за 25 км на північний схід від озера Рейнбов-Лейк та 115 км на західний північний захід від Гай-Левел,  біля злиття річок Зама та Хей. Озеро охоплює 55 км2 та утворює складну систему річок, озер та водно-болотних угідь. Комплекс озер Хей-Зама є Рамсарською територією, важливою для весняних та осінніх міграцій качок та гусей. До 250 000 качок та гусей використовують озера під час осінньої міграції. 
Невелике село Зама-Сіті розташоване приблизно за 50 км на північ від озера , а неінкорпорована громада Чатех в індіанській резервації Гей-Лейк 209, що належить першій нації Дене Та', також розташована на південь від озера. 